# Joplin

Joplin

Joplin är en stad i sydvästra hörnet av Missouri, USA. Staden var tidigare centrum för bly- och zinkgruvorna inom Tri-stateområdet. Den 22 maj 2011 drabbades staden av en EF-5 tornado, en av de värsta i USA:s historia, vilken resulterade i minst 161 dödsfall och mer än 900 allvarligt sårade. Dessutom totalförstördes tusentals hus, lägenheter, skolor och andra byggnader. 
Alltsedan katastrofen hjälper volontärer till att återuppbygga staden.